# كيري باكر
كيري باكر (بالإنجليزية: Kerry Packer)‏ هو شخصية أعمال أسترالي، ولد في 17 ديسمبر 1937 في سيدني في أستراليا، وتوفي في 26 ديسمبر 2005 في Bellevue Hill, New South Wales ‏ في أستراليا بسبب قصور كلوي.

## وصلات خارجية
- كيري باكر على موقع قاعة أستراليا للمشاهير الرياضية (الإنجليزية)
- كيري باكر على موقع IMDb (الإنجليزية)
- كيري باكر على موقع إن إن دي بي (الإنجليزية)